# 伊格萊西亞縣

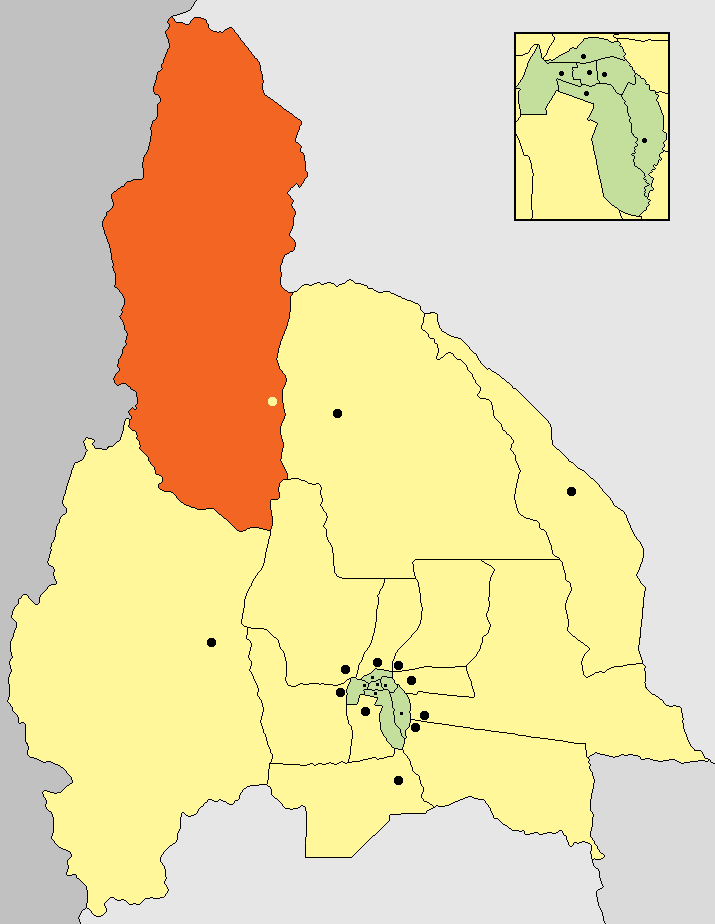

30°11′S 69°09′W / 30.183°S 69.150°W
伊格萊西亞縣（西班牙語：Departamento Iglesia），是阿根廷的縣份，位於該國西部聖胡安省，距離聖胡安375公里，始建於1851年11月15日，面積19,801平方公里，2010年人口9,099，人口密度每平方公里0.46人。